# Deutschland sucht den Superstar/Staffel 10
Die zehnte Staffel der deutschen Gesangs-Castingshow Deutschland sucht den Superstar wurde vom 5. Januar bis zum 11. Mai 2013 im Programm des Fernsehsenders RTL ausgestrahlt. Im Finale konnte sich Beatrice Egli gegen Lisa Wohlgemuth durchsetzen.

## Ablauf
Am 30. April 2012 gab RTL bekannt, dass DSDS trotz der in der neunten Staffel gesunkenen Einschaltquoten im Jahr 2013 fortgesetzt wird. Dieter Bohlen blieb Jurymitglied. Die letztjährigen Jurymitglieder Natalie Horler und Bruce Darnell wurden durch die Tokio-Hotel-Mitglieder Bill und Tom Kaulitz sowie den Sänger der Band Culcha Candela, Mateo Itchyban Jasik, ersetzt. Moderiert wurden die Sendungen dieser Staffel von Schauspieler Raúl Richter und Nazan Eckes, der bisherige Moderator Marco Schreyl trat nicht mehr in Erscheinung.

## Re-Recall
36 Kandidaten schafften es in den Re-Recall auf Curaçao. Es waren:
20 Männer: Tim David Weller, Erwin Kintop, Wincent Weiss, Micha Margraf, Piero Lama, Denis Roland Martin, Ricardo Bielecki, Kevin Dukes, Maurice Glover, Kevin Jenewein, Sergen Horóz, René Müller, Lucas Lehnert, Thomas Bobert, Björn Bussler, Bojan Odjakov, Simone Mangiapane, Ricardo Schwarz, Timo Tiggeler und Daniel Abazi.
16 Frauen: Beatrice Egli, Jennifer Warren, Laura Kleinas, Talina Domeyer, Sarah Joelle Jahnel, Oksana Kolenitchenko, Susan Albers, Nora Ferjani, Lisa Wohlgemuth, Vaide Braimi, Fairuz Fussi, Angelina Oujegova, Diyana Hensel, Jolijn Middelhoff, Aline Bachmann und Lara Qualo.
Acht Teilnehmer wurden letztlich von der Jury für die Mottoshows ausgewählt, sechs weitere (als Wackelkandidaten bezeichnete) für eine einwöchige Zuschauerabstimmung, nach der sich die beiden Kandidaten mit dem besten Votingergebnis ebenfalls für die Mottoshows qualifizierten.

## Wackelkandidatenvoting
Das Ergebnis wurde zu Beginn der ersten Mottoshow am 16. März bekanntgegeben. Alle sechs Kandidaten hatten einen Song vorbereitet, Lisa Wohlgemuth und Simone Mangiapane durften ihren als weitergewählte Teilnehmer präsentieren.
| 0Lisa Wohlgemuth     | 027,6 % |
| 0Simone Mangiapane   | 022,1 % |
| 0Fairuz Fussi        | 018,5 % |
| 0Björn Bussler       | 017,1 % |
| 0Talina Domeyer      | 010,4 % |
| 0Sarah Joelle Jahnel | 04,3 %  |

 Ausgeschiedene Kandidaten

## Mottoshows

### Kandidaten
| Platz | Kandidat          | Ausgeschieden am | Motto                                                   |
| ----- | ----------------- | ---------------- | ------------------------------------------------------- |
| 1.    | Beatrice Egli     | Siegerin         | Finale Lieblingslied, Staffel-Highlight und Siegertitel |
| 2.    | Lisa Wohlgemuth   | 11. Mai          | Finale Lieblingslied, Staffel-Highlight und Siegertitel |
| 3.    | Ricardo Bielecki  | 4. Mai           | Halbfinale (kein bestimmtes Motto)                      |
| 4.    | Susan Albers      | 27. April        | Kandidaten an die Macht                                 |
| 5.    | Erwin Kintop      | 20. April        | 5 × Deutsch – 5 × Englisch                              |
| 6.    | Tim David Weller  | 13. April        | Große Duette und coole Beatz                            |
| 7.    | Simone Mangiapane | 6. April         | Typisch Deutsch                                         |
| 8.    | Timo Tiggeler     | 30. März         | Let’s Party                                             |
| 9.    | Maurice Glover    | 23. März         | Liebe ist …                                             |
| 10.   | Nora Ferjani      | 16. März         | Mein Superstar                                          |

### Resultate
|          | Mottoshow 1 Mein Superstar | Mottoshow 2 Liebe ist … | Mottoshow 3 Let’s Party | Mottoshow 4 Typisch Deutsch | Mottoshow 5 Große Duette und coole Beatz | Mottoshow 6 5× Deutsch − 5× Englisch | Mottoshow 7 Kandidaten an die Macht | Mottoshow 8 Halbfinale | Mottoshow 9 Finale |
| -------- | -------------------------- | ----------------------- | ----------------------- | --------------------------- | ---------------------------------------- | ------------------------------------ | ----------------------------------- | ---------------------- | ------------------ |
| Platz 1  | Beatrice 24,15 %           | Beatrice 26,43 %        | Beatrice 33,06 %        | Beatrice 29,67 %            | Ricardo 29,20 %                          | Beatrice 36,89 %                     | Beatrice 35,66 %                    | Beatrice 53,70 %       | Beatrice 70,25 %   |
| Platz 2  | Susan 14,19 %              | Lisa 15,26 %            | Lisa 16,61 %            | Erwin 19,64 %               | Beatrice 27,57 %                         | Ricardo 17,95 %                      | Ricardo 27,91 %                     | Lisa 23,45 %           | Lisa 29,75 %       |
| Platz 3  | Lisa 13,37 %               | Ricardo 14,64 %         | Susan 13,15 %           | Lisa 14,90 %                | Lisa 12,69 %                             | Susan 16,74 %                        | Lisa 24,51 %                        | Ricardo 22,85 %        |                    |
| Platz 4  | Tim David 11,87 %          | Susan 11,04 %           | Ricardo 10,83 %         | Ricardo 11,80 %             | Susan 12,20 %                            | Lisa 14,59 %                         | Susan 11,92 %                       |                        |                    |
| Platz 5  | Ricardo 09,60 %            | Erwin 08,25 %           | Erwin 09,24 %           | Susan 11,72 %               | Erwin 11,40 %                            | Erwin 13,83 %                        |                                     |                        |                    |
| Platz 6  | Simone 09,45 %             | Tim David 07,76 %       | Tim David 07,64 %       | Tim David 06,51 %           | Tim David 06,94 %                        |                                      |                                     |                        |                    |
| Platz 7  | Erwin 06,50 %              | Simone 07,44 %          | Simone 05,01 %          | Simone 05,76 %              |                                          |                                      |                                     |                        |                    |
| Platz 8  | Maurice 04,62 %            | Timo 04,67 %            | Timo 04,46 %            |                             |                                          |                                      |                                     |                        |                    |
| Platz 9  | Timo 03,67 %               | Maurice 04,51 %         |                         |                             |                                          |                                      |                                     |                        |                    |
| Platz 10 | Nora 02,58 %               |                         |                         |                             |                                          |                                      |                                     |                        |                    |

### Erste Mottoshow
Die erste Mottoshow fand am 16. März 2013 statt. Sie trug das Motto Mein Superstar und begann mit der Verkündung der Wackelkandidatenabstimmung. Vor den Einzeldarbietungen präsentierten die besten zehn Kandidaten gemeinsam das Lied What a Feeling von Irene Cara. Nora Ferjani schied aus.
|  | Startnr. | Name              | Alter* | Interpret, Lied                               | Bemerkung     | Platzierung |
|  | -------- | ----------------- | ------ | --------------------------------------------- | ------------- | ----------- |
|  | 01       | Susan Albers      | 29     | Céline Dion – All by Myself                   | weiter        | 2 (14,19 %) |
|  | 02       | Timo Tiggeler     | 20     | Coldplay – Viva la Vida                       | weiter        | 9 0(3,67 %) |
|  | 03       | Beatrice Egli     | 24     | Vicky Leandros – Ich liebe das Leben          | weiter        | 1 (24,15 %) |
|  | 04       | Maurice Glover    | 26     | Flo Rida – Whistle                            | weiter        | 8 0(4,62 %) |
|  | 05       | Erwin Kintop      | 17     | Chris Brown feat. Justin Bieber – Next to You | weiter        | 7 0(6,50 %) |
|  | 06       | Nora Ferjani      | 24     | Amy Winehouse – Back to Black                 | ausgeschieden | 10 (2,58 %) |
|  | 07       | Ricardo Bielecki  | 20     | Elton John – Your Song                        | weiter        | 5 0(9,60 %) |
|  | 08       | Tim David Weller  | 20     | 3 Doors Down – Here Without You               | weiter        | 4 (11,87 %) |
|  | 09       | Lisa Wohlgemuth   | 21     | Nelly Furtado – I’m Like a Bird               | weiter        | 3 (13,37 %) |
|  | 10       | Simone Mangiapane | 27     | Boyz II Men – End of the Road                 | weiter        | 6 0(9,45 %) |

|  | Startnr. | Name                | Alter* | Interpret, Lied                          | Bemerkung            | Platzierung |
|  | -------- | ------------------- | ------ | ---------------------------------------- | -------------------- | ----------- |
|  | −        | Fairuz Fussi        | 16     | Katy Perry – I Kissed a Girl             | vorher ausgeschieden | 11 (18,5 %) |
|  | −        | Björn Bussler       | 24     | Aerosmith – I Don’t Want to Miss a Thing | vorher ausgeschieden | 12 (17,1 %) |
|  | −        | Talina Domeyer      | 19     | Melanie C – First Day of My Life         | vorher ausgeschieden | 13 (10,4 %) |
|  | −        | Sarah Joelle Jahnel | 23     | Rihanna – S&M                            | vorher ausgeschieden | 14 0(4,3 %) |

### Zweite Mottoshow
Die zweite Mottoshow fand am 23. März 2013 statt. Das Motto der Show lautete „Liebe ist …“. Die neun Kandidaten leiteten die Show mit dem Song Scream & Shout von Will.i.am und Britney Spears ein. Als Showact traten Pietro und Sarah Lombardi mit ihrer Single Dream Team auf. Maurice Glover schied aus.
|  | Startnr. | Name              | Alter* | Interpret, Lied                                               | Bemerkung     | Platzierung |
|  | -------- | ----------------- | ------ | ------------------------------------------------------------- | ------------- | ----------- |
|  | 01       | Maurice Glover    | 26     | Seal – Love’s Divine                                          | ausgeschieden | 9 0(4,51 %) |
|  | 02       | Lisa Wohlgemuth   | 21     | Norah Jones – Don’t Know Why                                  | weiter        | 2 (15,26 %) |
|  | 03       | Erwin Kintop      | 17     | James Morrison – I Won’t Let You Go                           | weiter        | 5 0(8,25 %) |
|  | 04       | Susan Albers      | 29     | Mariah Carey – Open Arms                                      | weiter        | 4 (11,04 %) |
|  | 05       | Timo Tiggeler     | 20     | Passenger – Let Her Go                                        | weiter        | 8 0(4,67 %) |
|  | 06       | Simone Mangiapane | 27     | Eros Ramazzotti – Se bastasse una canzone                     | weiter        | 7 0(7,44 %) |
|  | 07       | Tim David Weller  | 20     | Espen Lind – When Susannah Cries                              | weiter        | 6 0(7,76 %) |
|  | 08       | Beatrice Egli     | 24     | Helene Fischer – Ich will immer wieder … dieses Fieber spür’n | weiter        | 1 (26,43 %) |
|  | 09       | Ricardo Bielecki  | 20     | James Arthur – Impossible                                     | weiter        | 3 (14,64 %) |

### Dritte Mottoshow
Die dritte Mottoshow fand am 30. März unter dem Motto „Let’s Party“ statt. Als Eröffnungssong sangen die Kandidaten Don’t Stop the Party von Pitbull und die Kandidatinnen Feel This Moment von Pitbull feat. Christina Aguilera. Timo Tiggeler schied aus.
|  | Startnr. | Name              | Alter* | Interpret, Lied                                               | Bemerkung     | Platzierung |
|  | -------- | ----------------- | ------ | ------------------------------------------------------------- | ------------- | ----------- |
|  | 01       | Simone Mangiapane | 27     | Phil Collins – You Can’t Hurry Love                           | weiter        | 7 0(5,01 %) |
|  | 02       | Tim David Weller  | 20     | Gusttavo Lima – Balada (Tchê Tcherere Tchê Tchê)              | weiter        | 6 0(7,64 %) |
|  | 03       | Ricardo Bielecki  | 20     | Swedish House Mafia feat. John Martin – Don’t You Worry Child | weiter        | 4 (10,83 %) |
|  | 04       | Beatrice Egli     | 24     | Andrea Berg – Du hast mich tausend Mal belogen                | weiter        | 1 (33,06 %) |
|  | 05       | Timo Tiggeler     | 20     | Die Höhner – Viva Colonia                                     | ausgeschieden | 8 0(4,46 %) |
|  | 06       | Lisa Wohlgemuth   | 21     | Lykke Li – I Follow Rivers                                    | weiter        | 2 (16,61 %) |
|  | 07       | Erwin Kintop      | 17     | Usher feat. Pitbull – DJ Got Us Fallin’ in Love Again         | weiter        | 5 0(9,24 %) |
|  | 08       | Susan Albers      | 29     | David Guetta feat. Sia – She Wolf (Falling to Pieces)         | weiter        | 3 (13,15 %) |

### Vierte Mottoshow
Die vierte Mottoshow („Typisch Deutsch“) fand am 6. April statt. Zu Beginn eröffneten die Kandidaten die Show mit einem Medley aus den Liedern Lila Wolken von Marteria, Yasha & Miss Platnum und Ein Stern (… der deinen Namen trägt) von Nik P. & DJ Ötzi. Nachdem alle sieben Kandidaten gesungen hatten, war Alexander Klaws zu Gast und stellte seine neue Single Himmel und Hölle vor. Am Ende gaben die Moderatoren das Ausscheiden von Simone Mangiapane bekannt.
|  | Startnr. | Name              | Alter* | Interpret, Lied                                | Bemerkung     | Platzierung |
|  | -------- | ----------------- | ------ | ---------------------------------------------- | ------------- | ----------- |
|  | 01       | Lisa Wohlgemuth   | 21     | Juli – Elektrisches Gefühl                     | weiter        | 3 (14,90 %) |
|  | 02       | Ricardo Bielecki  | 20     | Xavier Naidoo – Sie sieht mich nicht           | weiter        | 4 (11,80 %) |
|  | 03       | Tim David Weller  | 20     | Die Toten Hosen – Tage wie diese               | weiter        | 6 0(6,51 %) |
|  | 04       | Beatrice Egli     | 24     | Ella Endlich – Küss mich, halt mich, lieb mich | weiter        | 1 (29,67 %) |
|  | 05       | Erwin Kintop      | 17     | Ben – Engel                                    | weiter        | 2 (19,64 %) |
|  | 06       | Susan Albers      | 29     | Herbert Grönemeyer – Männer                    | weiter        | 5 (11,72 %) |
|  | 07       | Simone Mangiapane | 27     | Laith Al-Deen – Bilder von dir                 | ausgeschieden | 7 0(5,76 %) |

### Fünfte Mottoshow
Die fünfte Mottoshow mit dem Motto „Große Duette und coole Beatz“ fand am 13. April statt. Die Kandidaten sangen jeweils ein Duett mit einem anderen Kandidaten und einen Solosong. Dafür gab es keinen Eröffnungssong. Nachdem alle Kandidaten gesungen hatten, stellte Daniele Negroni seine neue Single Hold on My Heart vor. Am Ende der Show gaben die beiden Moderatoren das Ausscheiden von Tim David Weller bekannt.
|  | Startnr. | Name             | Alter* | 1. Interpret, Lied                         | 2. Interpret, Lied                                      | Bemerkung     | Platzierung |
|  | -------- | ---------------- | ------ | ------------------------------------------ | ------------------------------------------------------- | ------------- | ----------- |
|  | 01       | Tim David Weller | 20     | DJane HouseKat feat. Rameez – All the Time | Die Ärzte – Lasse redn                                  | ausgeschieden | 6 0(6,94 %) |
|  | 02       | Susan Albers     | 29     | DJane HouseKat feat. Rameez – All the Time | Aretha Franklin – Respect                               | weiter        | 4 (12,20 %) |
|  | 03       | Erwin Kintop     | 17     | Rihanna feat. Mikky Ekko – Stay            | Olly Murs feat. Flo Rida – Troublemaker                 | weiter        | 5 (11,40 %) |
|  | 04       | Lisa Wohlgemuth  | 21     | Rihanna feat. Mikky Ekko – Stay            | Ellie Goulding – Lights                                 | weiter        | 3 (12,69 %) |
|  | 05       | Ricardo Bielecki | 20     | Starship – Nothing’s Gonna Stop Us Now     | Söhne Mannheims – Und wenn ein Lied                     | weiter        | 1 (29,20 %) |
|  | 06       | Beatrice Egli    | 24     | Starship – Nothing’s Gonna Stop Us Now     | Jürgen Marcus – Eine neue Liebe ist wie ein neues Leben | weiter        | 2 (27,57 %) |

### Sechste Mottoshow
Die sechste Mottoshow mit dem Motto „5x Deutsch  − 5x Englisch“ fand am 20. April statt. Es gab wieder keinen Eröffnungssong. Nachdem alle Kandidaten ihr deutsches und englisches Lied gesungen hatten, stellte Luca Hänni seine neue Single Shameless vor. Am Ende der Show wurde das Ausscheiden von Erwin Kintop bekanntgegeben.
|  | Startnr. | Name             | Alter* | 1. Interpret, Lied                                         | 2. Interpret, Lied               | Bemerkung     | Platzierung |
|  | -------- | ---------------- | ------ | ---------------------------------------------------------- | -------------------------------- | ------------- | ----------- |
|  | 01       | Beatrice Egli    | 24     | Helene Fischer – Du fängst mich auf und lässt mich fliegen | Texas Lightning – No No Never    | weiter        | 1 (36,89 %) |
|  | 02       | Ricardo Bielecki | 20     | Karat – Über sieben Brücken mußt du gehn                   | Justin Timberlake – Mirrors      | weiter        | 2 (17,95 %) |
|  | 03       | Lisa Wohlgemuth  | 21     | Laing – Morgens immer müde                                 | P!nk – Just Like a Pill          | weiter        | 4 (14,59 %) |
|  | 04       | Erwin Kintop     | 17     | Marlon & Freunde – Lieber Gott                             | Justin Bieber – Baby             | ausgeschieden | 5 (13,83 %) |
|  | 05       | Susan Albers     | 29     | Blumfeld – Tausend Tränen tief                             | Loreen – My Heart Is Refusing Me | weiter        | 3 (16,74 %) |

### Siebte Mottoshow
Die siebte Mottoshow fand am 27. April statt. Das Motto lautete: Kandidaten an die Macht. Als Eröffnungssong sangen die Kandidaten I Love It von Icona Pop. Andrea Berg war in dieser Show als Gast-Jurorin dabei. Am Ende der Show wurde das Ausscheiden von Susan Albers bekanntgegeben.
|  | Startnr. | Name             | Alter* | 1. Interpret, Lied                | 2. Interpret, Lied                                   | Bemerkung     | Platzierung |
|  | -------- | ---------------- | ------ | --------------------------------- | ---------------------------------------------------- | ------------- | ----------- |
|  | 01       | Susan Albers     | 29     | P!nk – Raise Your Glass           | Beyoncé Knowles – Halo                               | ausgeschieden | 4 (11,92 %) |
|  | 02       | Lisa Wohlgemuth  | 21     | Sarah McLachlan – Angel           | David Guetta feat. Cozi – Baby When the Light        | weiter        | 3 (24,51 %) |
|  | 03       | Beatrice Egli    | 24     | Helene Fischer – Phänomen         | Andrea Berg – Du kannst noch nicht mal richtig lügen | weiter        | 1 (35,66 %) |
|  | 04       | Ricardo Bielecki | 20     | George Michael – Careless Whisper | Sting – Shape of My Heart                            | weiter        | 2 (27,91 %) |

### Halbfinale
Das Halbfinale fand am 4. Mai statt. Als Gast-Star trat Heino mit seiner Single Junge auf. In dieser Show gab es wieder eine Entscheidungssendung nach der eigentlichen Show, bedingt durch den Boxkampf zwischen Wladimir Klitschko und Francesco Pianeta. In Deutschland sucht den Superstar – Die Entscheidung wurde um Mitternacht das Ausscheiden von Ricardo Bielecki bekanntgegeben. Damit sind zwei Frauen im Finale und es wird nach Elli Erl, welche die zweite Staffel gewann, zum zweiten Mal in der Geschichte von DSDS einen weiblichen Superstar geben.
|  | Startnr. | Name             | Alter* | 1. Interpret, Lied                     | 2. Interpret, Lied                         | 3. Interpret, Lied                              | Bemerkung     | Platzierung |
|  | -------- | ---------------- | ------ | -------------------------------------- | ------------------------------------------ | ----------------------------------------------- | ------------- | ----------- |
|  | 01       | Ricardo Bielecki | 20     | The Wanted – Chasing the Sun           | Mariah Carey – I Want to Know What Love Is | Ich + Ich – Stark                               | ausgeschieden | 3 (22,85 %) |
|  | 02       | Lisa Wohlgemuth  | 21     | Bryan Adams – Heaven                   | MIA. – Fallschirm                          | The Ian Carey Project – Get Shaky               | weiter        | 2 (23,45 %) |
|  | 03       | Beatrice Egli    | 24     | Helene Fischer – Die Hölle morgen früh | Christina Stürmer – Ich lebe               | Andrea Berg – Die Gefühle haben Schweigepflicht | weiter        | 1 (53,70 %) |

### Finale
Das Finale fand am 11. Mai statt. Die ausgeschiedenen 8 der Top-10-Kandidaten waren zu Gast und sangen zusammen das Lied What a Feeling von Irene Cara. Die Finalistinnen sangen jeweils ihr Lieblingslied, ihr Staffelhighlight und ihren Siegertitel. 2013 gab es zum ersten Mal seit der fünften Staffel zwei unterschiedliche Siegersongs. Außerdem durften die Fans durch eine Internetabstimmung die Startreihenfolge der Kandidatinnen bestimmen. Lisa Wohlgemuth erkrankte in der Woche vor dem Finale an einer Kehlkopfentzündung, trat aber zum Finale an. Im Falle eines Ausfalls von Lisa Wohlgemuth wäre Ricardo Bielecki als Ersatzkandidat nachgerückt, stattdessen sang er nach den Auftritten der Finalistinnen außer Konkurrenz das Lied Impossible von James Arthur.
Beatrice Egli ist die Siegerin der zehnten Staffel und somit Superstar 2013. Damit gab es zum zweiten Mal in Folge nach Luca Hänni einen Schweizer Sieg.
|  | Startnr. | Name            | Alter* | 1. Interpret, Lied                                  | 2. Interpret, Lied                   | 3. Interpret, Lied                           | Bemerkung | Platzierung |
|  | -------- | --------------- | ------ | --------------------------------------------------- | ------------------------------------ | -------------------------------------------- | --------- | ----------- |
|  | 01       | Lisa Wohlgemuth | 21     | Adele – Someone like You                            | Juli – Elektrisches Gefühl           | Komposition von Dieter Bohlen – Heartbreaker | 2. Platz  | 2 (29,75 %) |
|  | 02       | Beatrice Egli   | 24     | Helene Fischer – Und morgen früh küss ich dich wach | Vicky Leandros – Ich liebe das Leben | Komposition von Dieter Bohlen – Mein Herz    | Siegerin  | 1 (70,25 %) |

* Das Alter bezieht sich auf den jeweiligen Tag der Liveshow.

## Besonderheiten
In der Woche des Wackelkandidatenvotings erschienen in der Aprilausgabe des deutschen Playboy Aktaufnahmen der Teilnehmerin Sarah Joelle Jahnel. Sie war die erste DSDS-Top-15-Kandidatin, die offizielle Nacktfotos veröffentlichen ließ.
Zum ersten Mal in einer DSDS-Staffel erreichten drei Frauen die Runde der letzten vier.

## Quoten
| Folge    | Inhalt der Folge | Erstausstrahlung     | Zuschauerzahl ab 3 Jahren | Marktanteil ab 3 Jahren | Zuschauerzahl 14- bis 49-Jährige | Marktanteil 14- bis 49-Jährige |
| -------- | ---------------- | -------------------- | ------------------------- | ----------------------- | -------------------------------- | ------------------------------ |
| Folge 01 | Castings         | Sa, 5. Januar 2013   | 5,18 Mio.                 | 15,6 %                  | 3,21 Mio.                        | 27,0 %                         |
| Folge 02 | Castings         | Mi, 9. Januar 2013   | 4,31 Mio.                 | 12,6 %                  | 2,81 Mio.                        | 21,9 %                         |
| Folge 03 | Castings         | Sa, 12. Januar 2013  | 4,25 Mio.                 | 13,0 %                  | 2,60 Mio.                        | 22,8 %                         |
| Folge 04 | Castings         | Mi, 16. Januar 2013  | 4,05 Mio.                 | 12,8 %                  | 2,43 Mio.                        | 20,3 %                         |
| Folge 05 | Castings         | Sa, 19. Januar 2013  | 4,75 Mio.                 | 14,4 %                  | 2,87 Mio.                        | 23,8 %                         |
| Folge 06 | Castings         | Mi, 23. Januar 2013  | 4,54 Mio.                 | 13,5 %                  | 2,49 Mio.                        | 21,7 %                         |
| Folge 07 | Castings         | Sa, 26. Januar 2013  | 4,25 Mio.                 | 14,1 %                  | 2,80 Mio.                        | 22,6 %                         |
| Folge 08 | Recall 1         | Mi, 30. Januar 2013  | 4,27 Mio.                 | 12,8 %                  | 2,51 Mio.                        | 20,5 %                         |
| Folge 09 | Recall 2         | Sa, 2. Februar 2013  | 4,23 Mio.                 | 13,7 %                  | 2,61 Mio.                        | 22,7 %                         |
| Folge 10 | Recall 3         | Sa, 9. Februar 2013  | 4,05 Mio.                 | 12,7 %                  | 2,49 Mio.                        | 22,1 %                         |
| Folge 11 | Recall 4         | Sa, 16. Februar 2013 | 3,82 Mio.                 | 12,2 %                  | 2,36 Mio.                        | 20,1 %                         |
| Folge 12 | Recall 5         | Sa, 23. Februar 2013 | 3,92 Mio.                 | 12,6 %                  | 2,34 Mio.                        | 19,8 %                         |
| Folge 13 | Recall 6         | Sa, 2. März 2013     | 3,74 Mio.                 | 12,3 %                  | 2,33 Mio.                        | 21,0 %                         |
| Folge 14 | Recall 7         | Sa, 9. März 2013     | 3,65 Mio.                 | 12,2 %                  | 1,97 Mio.                        | 18,8 %                         |
| Folge 15 | Mottoshow 1      | Sa, 16. März 2013    | 3,69 Mio.                 | 12,1 %                  | 2,26 Mio.                        | 20,3 %                         |
| Folge 16 | Mottoshow 2      | Sa, 23. März 2013    | 3,54 Mio.                 | 11,6 %                  | 2,10 Mio.                        | 18,5 %                         |
| Folge 17 | Mottoshow 3      | Sa, 30. März 2013    | 3,58 Mio.                 | 12,1 %                  | 1,94 Mio.                        | 17,8 %                         |
| Folge 18 | Mottoshow 4      | Sa, 6. April 2013    | 4,43 Mio.                 | 14,1 %                  | 2,58 Mio.                        | 22,6 %                         |
| Folge 19 | Mottoshow 5      | Sa, 13. April 2013   | 4,06 Mio.                 | 14,2 %                  | 2,31 Mio.                        | 22,9 %                         |
| Folge 20 | Mottoshow 6      | Sa, 20. April 2013   | 3,89 Mio.                 | 13,7 %                  | 2,16 Mio.                        | 20,2 %                         |
| Folge 21 | Mottoshow 7      | Sa, 27. April 2013   | 4,44 Mio.                 | 15,0 %                  | 2,30 Mio.                        | 21,2 %                         |
| Folge 22 | Halbfinale       | Sa, 4. Mai 2013      | 3,82 Mio.                 | 13,3 %                  | 2,02 Mio.                        | 20,0 %                         |
| Folge 23 | Finale           | Sa, 11. Mai 2013     | 4,63 Mio.                 | 16,3 %                  | 2,56 Mio.                        | 24,4 %                         |